# Ципус на Мелкарт
Ципус на Мелкарт (ципус значи „заострен кол“ на латински, от етруски език, а тук означава вид стели, използван в периода 800-100 г. пр.н.е.) се наричат 2 алабастърни стели.
Открити са на остров Малта в края на 17 век от хоспиталиери. Днес едната стела се съхранява в Археологическия музей на Малта в Ла Валета, а другата - в Лувъра.
Стелите са датирани от 2 век преди новата ера. Най-ценни са заради двуезичните надписи на древногръцки и финикийски, благодарение на които е разчетена финикийската писменост. Жан-Жак Бартелеми идентифицира 18 от 22-те букви от финикийската азбука благодарение на този двуезичен надпис.